# 에밀리 호비
에밀리 보스하르드 호비(노르웨이어: Emilie Bosshard Haavi, 1992년 6월 16일 ~ )는 노르웨이의 여자 축구 선수로, 포지션은 공격수이다. 현재 노르웨이 톱세리엔의 LSK 크빈네르 FK에서 활동하고 있다.

## 클럽 경력
2008년부터 2012년까지 노르웨이의 여자 축구 클럽인 뢰아 소속으로 활동하면서 팀의 톱세리엔 3회 우승, 노르웨이 여자컵 3회 우승에 기여했다. 2013년부터 2016년까지 LSK 크빈네르 소속으로 활동하면서 팀의 톱세리엔 3회 우승, 노르웨이 여자컵 3회 우승에 기여했다.
2016년 10월 31일에는 미국 내셔널 위민스 사커 리그 소속 여자 축구 클럽인 보스턴 브레이커스에 입단했지만 현지 적응 실패로 인해 7경기에 출전하는 데에 그쳤다. 2017년 8월 15일에 LSK 크빈네르로 복귀했다.

## 국가대표 경력
2010년 6월 3일에 열린 캐나다와의 친선 경기에 출전하면서 노르웨이 여자 축구 국가대표팀 선수로 데뷔했으며 노르웨이는 캐나다와 1-1 무승부를 기록했다. 독일에서 개최된 2011년 FIFA 여자 월드컵에서는 적도 기니와의 조별 예선 경기에서 후반전 39분에 결승골을 기록하면서 노르웨이의 1-0 승리에 기여했으나 노르웨이는 조별 예선에서 탈락했다. 스웨덴에서 개최된 UEFA 여자 유로 2013, 캐나다에서 개최된 2015년 FIFA 여자 월드컵, 네덜란드에서 개최된 UEFA 여자 유로 2017, 프랑스에서 개최된 2019년 FIFA 여자 월드컵에 참가했다.

## 수상
뢰아 IL
- 톱세리엔 3회 우승 (2008, 2009, 2011)
- 노르웨이 여자컵 3회 우승 (2008, 2009, 2010)

LSK 크빈네르
- 톱세리엔 5회 우승 (2014, 2015, 2016, 2017, 2018)
- 노르웨이 여자컵 4회 우승 (2014, 2015, 2016, 2018)